# Россия на «Детском Евровидении — 2015»
Россия участвовала в 2015 году на Детском Евровидении 2015 11-й раз. Тогда представил Михаил Смирнов с песней «Мечта». В итоге занял 6 место, набрав 80 баллов.

## Исполнитель
Михаил Смирнов родился 30 апреля 2003 года. Он является финалистом второго сезона телевизионного шоу «Голос. Дети». Также он многократный победитель и обладатель гран-при российских и международных вокальных конкурсов.

## Перед Детским Евровидением
В 2015 году организацией отборочных туров международного конкурса «Детское Евровидение» занялась Академия популярной музыки Игоря Крутого совместно с детским телеканалом «Карусель». 
С 1 августа начался приём заявок на телеканале «Карусель», который продлился до 10 сентября. Отбор проходил в несколько этапов: на первом профессиональное жюри из присланных заявок выбрала 30 полуфиналистов, затем прошёл закрытый полуфинал, на котором из 30 исполнителей было выбрано 18. После этого 21 сентября на сайте телеканала «Карусель» было открыто интернет-голосование. А 25 сентября в ГЦКЗ «Россия» прошёл финальный гала-концерт, по результатам которого свои оценки конкурсантам выставило жюри. По сумме баллов от интернет-голосования и жюри победил Михаил Смирнов с песней «Мечта»
| №  | Исполнитель                              | Песня           | Баллы | Место |
| -- | ---------------------------------------- | --------------- | ----- | ----- |
| 01 | дуэт «Карамельное небо»                  | «Твист-сюрприз» | 12    | 14    |
| 02 | Юлия Асессорова                          | «Облако»        | 25    | 4     |
| 03 | Камелия Педан                            | «Жар-птица»     | 12    | 15    |
| 04 | Михаил Смирнов                           | «Мечта»         | 34    | 1     |
| 05 | группа «4 кадра»                         | «Улыбнись»      | 19    | 7     |
| 06 | Александра Городецкая                    | «Пароль»        | 13    | 12    |
| 07 | Вилена Хикматуллина                      | «Выше неба»     | 17    | 8     |
| 08 | Эден Голан                               | «Счастье»       | 22    | 5     |
| 09 | Дарья Переверзева                        | «Мир»           | 12    | 16    |
| 10 | Екатерина Манешина и Вилена Хикматуллина | «Беги»          | 28    | 3     |
| 11 | Софья Лапшакова                          | «А я смогу»     | 21    | 6     |
| 12 | Екатенина Манешина                       | «Выбираю свет»  | 15    | 11    |
| 13 | Милана Павлова                           | «Пятый океан»   | 12    | 17    |
| 14 | Дарья Ким                                | «Летать»        | 12    | 18    |
| 15 | Анна Томило                              | «Я нарисую»     | 16    | 9     |
| 16 | Мария Мирова                             | «Летать»        | 31    | 2     |
| 17 | Екатерина Бизина                         | «Открой глаза»  | 16    | 10    |
| 18 | Софья Фёдорова                           | «Звездопад»     | 15    | 12    |

## На Детском Евровидении
Конкурс комментировала Ольга Шелест, а баллы оглашала София Долганова.
Михаил Смирнов выступил под номером 8 после Ирландии и перед Северной Македонии. В итоге занял 6 место, набрав 80 баллов.

## Голосование
| Баллы        | Россия отдала | Россия получила                  |
| ------------ | ------------- | -------------------------------- |
| Детское жюри | Детское жюри  | 5                                |
| 12 баллов    | Армения       | —                                |
| 10 баллов    | Беларусь      | —                                |
| 8 баллов     | Словения      | Сан-Марино                       |
| 7 баллов     | Сан-Марино    | Сербия Беларусь Армения Болгария |
| 6 баллов     | Мальта        | Словения Нидерланды              |
| 5 баллов     | Сербия        | —                                |
| 4 балла      | Украина       | Италия Украина                   |
| 3 балла      | Австралия     | Албания Македония                |
| 2 балла      | Ирландия      | —                                |
| 1 балл       | Грузия        | Австралия                        |